# Michael von Freudenreich
Michael Edmund Arthur von Freudenreich, auch Michael Freudenreich (* 24. Juni 1886 in Muri (Schweiz); † 24. September 1957 in Zürich) war ein deutscher Kapitänleutnant der Kaiserlichen Marine, Luftschiffkommandant und Industrieller mit Schweizer Ursprung.

## Leben

### Herkunft
Michael von Freudenreich war ein Sohn des Schweizer Bakteriologen Eduard von Freudenreich (1851–1906) und Thérèse Auguste Léonie, geb. Peyrot (1865–1920).
Da der Namenszusatz „von“ kein deutsches Adelsprädikat war, sondern durch die Stadt Bern verliehen worden war, durfte dieser nach Vorgaben des Königlichen Heroldsamtes nicht im Königreich Preußen geführt werden.

### Werdegang
Michael von Freudenreich trat am 1. April 1903 in die Kaiserliche Marine ein. Am 12. Dezember 1908 wurde er vom Stab der Freya in den Stab der Condor unter Beförderung zum Oberleutnant zur See kommandiert. Später kam er auf die Preußen. Bis August 1914 war er Adjutant des Staatssekretärs Alfred von Tirpitz im Reichsmarineamt. Anschließend kam er als Artillerieoffizier bis September 1915 auf die Hildebrand. Am 18. November 1914 wurde er zum Kapitänleutnant befördert. Von Dezember 1914 bis Februar 1914 war er zusätzlich mit der Wahrnehmung der Geschäfte als Kommandant der Hildebrand beauftragt. Als Wachoffizier wechselte er auf die Friedrich der Große und blieb hier bis Januar 1917. Anschließend kam er zur Marine-Luftschiff-Abteilung und wurde Luftschiffkommandant, erst von L 14, dann von L 47 und bis September 1918 von L 63. Mit dem ersten Flug von L 47 am 1. Mai 1917 wurde er Kommandant des Luftschiffes und blieb dies bis zum Verlust Anfang 1918 bei 44 Fahrten. Als Luftschiffkommandant war er in Angriffe auf England eingebunden und flog u. a. mit L 47 am 19. Oktober 1917 das Unternehmen „Tag des Zorns“. Er bombardierte dabei u. a. Nottingham und navigierte nach Ausfall des Kompass anhand der Sterne und einem Handkompass das Luftschiff nach Deutschland zurück. L 47 wurde nach einer Explosion in den Hallen Ahlhorn am 5. Januar 1918 vernichtet. L 63 übernahm er mit der Indienststellung und führte am 9. März 1918 die erste Fahrt mit dem Luftschiff durch. Am 25. August 1918 übergab er das Kommando an Kapitänleutnant Ratz. Bis Kriegsende war er dann Erster Offizier auf der Königsberg II. Nach Kriegsende wurde er als Admiralstabsoffizier und Dolmetscher durch Admiral Ludwig von Reuters für das Geschwader ausgesucht, welches die Überführung eines Teils der ehemaligen Kaiserlichen Flotte nach Scapa Flow durchführen sollte. Am 8. Juni 1919 wurde er aus der Marine entlassen.
Bis Anfang 1918 war er u. a. mit dem Eisernen Kreuz I. Klasse und dem Roten Adlerorden 4. Klasse ausgezeichnet worden.
Nach dem Krieg wurde er Direktor der Eisen- und Metallwerke AG Zürich. 1922 war er Delegierter im Verwaltungsrat der Fritz Marti Aktiengesellschaft in Bern.

### Familie
Am 8. Mai 1916 heiratete er in Berlin Adelheid Luise Mathilde von Thielmann (* 1892), Tochter vom deutschen Diplomat, Politiker und Staatssekretär Max von Thielmann und Cäcilie, geb. Gräfin von Roß (* 1854). Am 2. September 1937 wurde die Ehe geschieden.
In Zürich heiratete er kurze Zeit nach seiner Scheidung am 20. September 1939 Margaretha Louise Geymüller (* 1897). Für beide war es die zweite Ehe.